# لامين كونت
لامين كونت (بالفرنسية: Lamine Conte)‏ هو لاعب كرة قدم غيني، ولد في 15 أغسطس 1998 في كوناكري في غينيا. لعب مع نيو يورك ريد بولز 2.